# Aeroput
Aeroput, voller Name Gesellschaft für Luftverkehr AG Aeroput (serbisch Друштво за ваздушни саобраћај А. Д. Аеропут Društvo za vazdušni saobraćaj A. D. Aeroput), war die erste jugoslawische Fluggesellschaft mit Sitz in Belgrad. Gegründet 1927, wurde Aeroput 1947 in Jugoslovenski Aerotransport umbenannt.

## Geschichte
Die Geschichte einer heimischen serbischen wie auch jugoslawischen Fluggesellschaft beginnt mit der Gründung der königlich-serbischen Luftpost, die während des Ersten Weltkrieges mit ihren Breguet 14 die Post zwischen Skopje und Thessaloniki und ab 1919 zwischen Belgrad, Novi Sad, Zagreb, Sarajevo und Mostar begrenzt auch Passagiere beförderte. Trotz alledem existierte noch keine heimische zivile Fluggesellschaft. Die erste Fluggesellschaft, welche Jugoslawien beziehungsweise Belgrad anflog, war ab dem 15. März 1923 die französisch-rumänische Compagnie franco-roumaine de navigation aérienne, kurz CFRNA. Es wurde eine regelmäßige Luftstrecke zwischen Belgrad und Bukarest für die Passagierbeförderung eingerichtet, welche von Caudron C.61 geflogen wurden. Am 2. September 1923 flog die Fluggesellschaft zwischen Belgrad und Bukarest auch den ersten internationalen Nachtflug. CFRNA wollte sich besonders als Konkurrenz zum Orient-Express etablieren, die damals schnellste Verbindung zwischen Westeuropa und dem Nahen Osten.
Von CFRNA und anderen Fluggesellschaften inspiriert, hielt der jugoslawische „Aeroklub“ am 6. Februar 1926 in Belgrad eine Konferenz, auf der die Gründung einer heimischen Fluggesellschaft beschlossen wurde. Ein entsprechender Antrag wurde an das Ministerium für Handel und Industrie gestellt, das am 13. Mai desselben Jahres den Antrag bewilligte. Das Vorhaben drohte jedoch wegen mangelnden Interesses zu Fall zu kommen; bis Ende März 1927 waren lediglich 10 % der geplanten 24.000 Aktien eingezahlt. Um einem Scheitern entgegenzukommen, hielten Tadija Sondermajer, ein damals führender serbischer und jugoslawischer Luftfahrtpionier (väterlicherseits deutsch-polnischer Herkunft), und Leonid Bajdak, ein russischer Emigrant, eine ungewöhnliche PR-Aktion ab: Sie flogen vom 20. April bis zum 1. Mai 1927 mit einer Potez 25 einen neuen Rekord von Paris bis Bombay mit Zwischenstopps in Zagreb, Belgrad, Aleppo, Basra, Bandar-e Dschask und Karatschi. Obwohl dieser Rekordflug international ins Abseits des berühmten Atlantikfluges Lindberghs geriet, weckte es das Interesse heimischer Banken und Gesellschaften, womit das Unternehmen einer heimischen Fluggesellschaft schließlich realisiert werden konnte. Aeroput wurde als Aktiengesellschaft mit 412 Aktionären gegründet. Am 17. Juni 1927 folgte der offizielle Eintrag ins Handelsregister als juristische Person. Ihr erster gewerberechtlicher Geschäftsführer war Tadija Sondermajer. Bis 1928 wurden vier Potez 29 beschafft, der Heimatflughafen war der 1927 eröffnete Flughafen Dojno polje im heutigen Neu-Belgrad (1962 aufgegeben mit der Eröffnung des heutigen Flughafen Belgrads).
Die erste regelmäßig geflogene Luftstrecke war 1928 zwischen Belgrad und Zagreb. Am 7. Oktober 1929 fand der erste internationale Flug von Zagreb nach Wien statt. Im gleichen Jahr wurde Aeroput Mitglied in der IATA. 1930 wurde die Linie zwischen Belgrad und Thessaloniki geflogen, ab 1935 folgten Bukarest, Venedig, Mailand, Turin, Brünn, Prag, Sofia und Tirana.
Im Zweiten Weltkrieg wurde beinahe das gesamte Inventar von Aeroput zerstört, der Betrieb eingestellt. Einzig drei Lockheed Electras mit aus Belgrad geflohenen Regierungsmitgliedern an Bord konnten nach Griechenland beziehungsweise Ägypten entkommen, während zwei Lockheed Electras von der Luftwaffe abgeschossen wurden. Am 2. Juli 1945 wurde auf einer Konferenz unter der Leitung des damaligen jugoslawischen Präsidenten Ivan Ribar, der vor dem Krieg ein Aktionär und Vorstandsmitglied von Aeroput war, die Wiederinbetriebnahme beschlossen. 1947 folgte die Umbenennung der nun verstaatlichten Fluggesellschaft in Jugoslovenski Aerotransport, kurz JAT, und mit dem Verbot von privaten Kapitalgesellschaften vom 24. Dezember 1948 erfolgte die endgültige Liquidation von Aeroput.

## Benennung
Der Name der Luftfahrtgesellschaft ist ein zusammengesetztes Wort und besteht aus dem international gebräuchlichen Wortelement aero für ‚Luft‘ und dem serbokroatischen Wort put mit der Bedeutung ‚Weg‘. Die Bezeichnung Aeroput ist demnach die serbokroatische Entsprechung zum englischen Airways.

## Flotte
- 8 Lockheed Model 10A Electra
- 6 Potez 29/2
- 3 Spartan Cruiser II
- 2 Caudron C.449 Goéland
- 1 Caudron C.441 Goéland
- 1 Farman F.306
- 1 Farman F.190
- 1 De Havilland DH.80 Puss Moth
- 1 De Havilland DH.60M Moth
- 1 De Havilland DH.83 Fox Moth
- 1 De Havilland DH.89 Dragon Rapide
- 1 Aeroput MMS-3

## Zwischenfälle
Am 12. September 1933 stürzte unweit des Flughafens von Ljubljana eine Farman F.306 auf dem Flug zwischen Ljubljana und Sušak mit einem Piloten, einem Mechaniker und sechs Passagieren ab. Alle acht Insassen fanden dabei den Tod. Auf derselben Linie stürzte bei Hruščica nahe Ljubljana am 15. Juli 1936 eine (von Zmaj bei Belgrad in Lizenz gebaute) Spartan Cruiser mit einem Piloten, einem Funker und fünf Passagieren an Bord ab. Alle sieben Insassen verunglückten tödlich. Der schwerwiegendste Zwischenfall ereignete sich am 22. August 1940, als auf der Strecke Zagreb-Split eine Lockheed Electra mit zwei Piloten bzw. Crewmitglied und neun Passagieren bei Gospić abstürzte. Alle elf Insassen fanden den Tod. Und am 22. Oktober 1940 stürzte auf der Strecke Belgrad-Zagreb beim Anflug auf den Flughafen Zagreb ebenfalls eine Lockheed Electra mit zwei Piloten, einem Funker und neun Passagieren ab; alle drei Crewmitglieder sowie drei Passagiere starben dabei, ein vierter Passagier erlag später seinen Verletzungen.